# Hrabstwo Jefferson (Tennessee)
Hrabstwo Jefferson (ang. Jefferson County) – hrabstwo w stanie Tennessee w Stanach Zjednoczonych. Obszar całkowity hrabstwa obejmuje powierzchnię 314,33 mil² (814,11 km²). Według szacunków United States Census Bureau w roku 2009 miało 51 722 mieszkańców.
Hrabstwo powstało w 1792 roku. 
Hrabstwo należy do nielicznych hrabstw w Stanach Zjednoczonych należących do tzw. dry county, czyli hrabstw gdzie decyzją lokalnych władz obowiązuje całkowita prohibicja.

## Miasta
- Baneberry
- Dandridge
- Jefferson City
- New Market
- White Pine[6]

| Populacja hrabstwa w poprzednich latach | Populacja hrabstwa w poprzednich latach |
| Rok                                     | Liczba ludności                         |
| --------------------------------------- | --------------------------------------- |
| 1980                                    | 31 189                                  |
| 1990                                    | 33 016                                  |
| 2000                                    | 44 294                                  |
| 2005                                    | 48 394                                  |